# Samurai Shodown V
Samurai Shodown V es el octavo juego de la serie de videojuegos de lucha Samurai Shodown/Samurai Spirits de SNK. Fue uno de los últimos juegos que se lanzó en Neo Geo. Este título tiene lugar antes del primer Samurai Shodown.

## Jugabilidad
La jugabilidad general se modificó ligeramente. Es un poco más rápido y se eliminó el sistema Slash/Bust. Cada personaje ahora tiene solo una versión, o el modo Bust simplemente se reemplaza por un nuevo personaje con una configuración muy similar. Los cortes combinados, eludir y las muertes también se han desvanecido. Los movimientos básicos se han modelado a partir de los primeros juegos de la serie. Consisten en tres tipos de cortes, una sola patada y varias maniobras de esquivar similares aSamurai Shodown II .
Hay 24 personajes, un elenco familiar con algunas caras nuevas. A diferencia de los juegos anteriores, no es posible matar a tu oponente.

## Desarrollo
Tras la revitalización de SNK después de su colapso en 2001, la compañía decidió que valdría la pena crear otro juego en la serie Samurai Shodown, en gran parte desaparecida. Como parte de su reorganización, las tareas de desarrollo se entregaron a la relativamente desconocida Yuki Enterprise, que principalmente solo había creado juegos de simulación y de mesa para la serie Simple 2000 de juegos de PlayStation 2 en Japón, y no tenía experiencia en el desarrollo. juegos de lucha Este anuncio causó un malestar considerable entre los fanáticos de la serie.
A pesar de esto, SNK logró generar entusiasmo al anunciar que Nobuhiro Watsuki, el creador y autor de la serie de manga y anime Rurouni Kenshin, fue contratado para diseñar algunos de los nuevos personajes, y estos fueron revelados gradualmente a través de las siluetas en la pantalla del sitio web oficial, y mostrando lentamente la obra de arte oficial. Finalmente se corrió la voz de que el juego iba a ser una verdadera precuela del resto de la serie, que tendría lugar dos años antes de Samurai Shodown. Esto creó sus propios problemas con la línea de tiempo de la serie.
SNK Playmore contrató a Yuki Enterprise (más tarde se convirtió en Examu) para desarrollar una nueva entrega de Samurai Shodown, donde el líder del proyecto, Koji Takaya, era un ex empleado de SNK y trabajó en los títulos principales de la serie. Takaya y el equipo desarrollaron el título basado en la ROM descompilada de Samurai Shodown IV con sus propias herramientas de desarrollo.
La jugabilidad se aceleró ligeramente desde Samurai Shodown IV: Amakusa's Revenge, y el diseño de los botones se cambió nuevamente.
Se eliminó el sistema Slash/Bust de los últimos juegos, y cada personaje ahora solo tenía una versión, aunque en varios casos, el modo Bust fue reemplazado por un nuevo personaje con una configuración muy similar.

## Lanzamiento
La versión japonesa original del juego tiene una gran cantidad de diálogo en modo de un jugador; estas escenas quedan fuera de la versión en inglés.

### Samurai Shodown V(Xbox)
En 2005, se lanzó una versión remezclada en Xbox que tenía a Sankuro Yorozu y Yumeji Kurokouchi como personajes jugables.

### Samurai Shodown V Special
Samurai Shodown V Special es un relanzamiento del juego base. Se corrigieron algunos problemas en esta versión, junto con la adición de algunas funciones nuevas.

## Recepción
Samurai Shodown V tuvo una recepción mediocre. GameSpot dijo: "Este juego de lucha en 2D es una verdadera explosión del pasado, pero su gran elenco de personajes bastante interesantes y su juego en línea pueden hacer que valga la pena para los fanáticos de NeoGeo". IGN dijo: "Tiene muchos movimientos, un sistema de lucha profundo y el juego en línea es una gran ventaja, pero al final no es tan divertido". Gamespy lo resumió como "Un puerto competente de un juego dudoso en una buena serie", mientras que EGM dijo que "esta clásica serie de lucha basada en armas ha perdido gran parte de su alma. Mientras que el elenco original se mueve como fluidamente como siempre, las caras más nuevas son el epítome del diseño y la animación mediocres". La Official Xbox Magazine dijo que era "una reliquia obsoleta". Metacritic calificó la versión para Xbox del juego con un 58% según 29 críticos, lo que indica "críticas mixtas o promedio".